# Ministarstvo vanjskih poslova
U većini zemalja ministarstvo vanjskih poslova je resor nadležan za održavanje i provođenje vanjske politike neke države. Naziv resora varira od države do države (u V. Britaniji Foreign and Commonwealth Office, u SAD-u State Department, španj. Cancilleria, itd.), ali funkcija mu je gotovo u svim državama jednaka.
Ministarstvo vanjskih poslova daje upute i naloge svojim diplomatskim i konzularnim predstavnicima, prati njihovu djelatnost, veza je između diplomatskih predstavnika, vlade i poglavara države, prikuplja, analizira i distribuira informacije, predlaže vladi mjere i pitanja vanjske politike.
U obavljanju svojih funkcija ministarstvo vanjskih poslova djeluje preko mreže vlastitih diplomatsko-konzularnih i drugih službenih predstavništava vlastite države u inozemstvu, a također surađuje sa službenim predstavništvima trećih država i međunarodnih organizacija akreditiranih u vlastitoj zemlji.
Na čelu resora obično se nalazi ministar vanjskih poslova, odnosno dužnosnik koji odgovara toj funkciji (npr. u SAD-u Secretary of State). U nekim državama šef vlade vodi resor vanjskih poslova, ali ima i slučajeva kada resor vanjskih poslova vodi državni poglavar (npr. omanski sultan).
Ministarstva vanjskih poslova ustrojena su od više organizacijski jedinica. Svaka organizacijska jedinica nadležna je za ili neku geopolitičku zonu (npr. jedinica zadužena za odnose s europskim zemljama, afričkim zemljama, i sl.), ili se pak za određenu vrstu odnosa koje prate (npr. jedinice zadužene za političke odnose, gospodarske odnose, kulturne odnose, i sl.). U najvećem broju zemalja prevladava kombinirana struktura. Pored toga u svakom ministarstvu vanjskih poslova djeluje niz organizacijskih jedinica specifičnih nadležnosti – kabinet ministra, tajništvo, protokol, ured za odnose s javnošću, odjel dokumentacije, arhiv. U gotovo svim ministarstvima vanjskih poslova gotovo svih zemalja djeluje i služba za sigurnosnu analitiku i zaštitu komunikacija (odjel kriptozaštite), također i služba za analizu i planiranje vanjske politike (analitika).

## Poveznice
- Ministarstvo vanjskih poslova i europskih integracija Republike Hrvatske

## Vanjske poveznice
Ministarstvo vanjskih poslova i europskih integracija Republike Hrvatske  Arhivirana inačica izvorne stranice od 5. veljače 2005. (Wayback Machine)